# Južne apneniške Alpe
Južne apneniške Alpe (italijansko Alpi Sud-orientali, nemško Südliche Kalkalpen), imenovane tudi Južne apnenčaste Alpe, so verige Vzhodnih Alp južno od Srednjevzhodnih Alp, ki so večinoma v severni Italiji in sosednjih deželah Avstrije in Slovenije. Razlika od Centralnih Alp, kjer so višji vrhovi, temelji na razlikah v geološki sestavi. Južne apneniške Alpe se raztezajo od pogorja Sobretta-Gavia v Lombardiji na zahodu do Pohorja v Sloveniji na vzhodu.

## Razvrstitev Alpskega kluba
Pogorje Južnih Apneniških Alp po klasifikaciji Planinskega kluba (od vzhoda proti zahodu):
- Pohorje (1)
- Kamniško-Savinjske Alpe (2)
- Karavanke (3)
- Julijske Alpe (4)
- Ziljske Alpe (5)
- Karnijske Alpe (6)
- Južne Karnijske Alpe (7)
- Dolomiti (8)
- gore Fiemme (9)
- Vicentinske Alpe (10)
- Skupina Nonsberg (11)
- Skupina Brenta (12)
- Gardsko gorovje (13)
- Ortlerjeve Alpe (14)
- Adamello-Presanella Alpe (15)
- Skupina Sobretta-Gavia (16)

## Fiziografija
Južne Alpe so poseben fiziografski del večje alpske province, ki je del večje fiziografsko-geografske delitve Alpskega sistema.